# Дело «Ахмадова и Садулаева против России»
Дело «Ахмадова и Садулаева против России» — судебный процесс, инициированный жалобой Тамусы Хамидовны Ахмадовой (1957 года рождения) и Ларисы Абдулбековны Садулаевой (1975 года рождения) против Российской Федерации, поданной ими в Европейский суд по правам человека (ЕСПЧ) 31 октября 2002 года. Сын первой заявительницы и муж второй Шамиль Сайд-Хасанович Ахмадов был найден убитым после задержания его российский военнослужащими.

## Исчезновение Шамиля Ахмадова
Шамиль Сайд-Хасанович Ахмадов, сын первой заявительницы, родился 17 декабря 1975 года. Он был женат на второй заявительнице. У супругов было пять детей. Семья жила в городе Аргун Чеченской Республики. Шамиль Ахмадов работал на рынке мясником.
10 марта 2001 года сепаратисты атаковали Аргун и ненадолго захватили местную телестанцию. 11-14 марта федеральные силы провели в городе зачистку. В полдень 12 марта Ахмадов вышел из дома. На соседней улице находились несколько военных машин. Военные задержали Ахмадова. Об этом его супруге сообщили соседи. Ахмадова побежала к месту происшествия. Она увидела, как её мужа посадили в БТР и увезли в направлении Гудермеса. Мать и супруга Ахмадова тут же отправились в комендатуру, где им сказали, что Ахмадов к ним не доставлялся. Следующие три дня женщины провели у комендатуры, безрезультатно ожидая новостей о задержанном.
По информации правозащитной организации «Мемориал», в ходе той зачистки были задержаны более 170 человек. Родные задержанных ожидали их у комендатуры. Большинство арестованных были освобождены без предъявления каких-либо обвинений. Но 11 мужчин не были освобождены и среди них оказался Шамиль Ахмадов. По утверждению официальных властей, в 2001 году он был задержан в Краснодарском крае по обвинению в незаконном хранении наркотиков, скрылся от властей и нарушил подписку о невыезде. Ахмадов был объявлен в розыск. Также, по официальной информации, Ахмадов был безработным и страдал от наркотической и алкогольной зависимости.
Совместно с родными других задержанных Тамуса Ахмадова начала поиск своего сына. Жена Ахмадова не могла принять участия в поисках, так как смотрела за детьми. Ими были написаны обращения во все доступные инстанции. Была заведена папка, в которой хранились все документы, связанные с их поисками. Однако в начале 2002 года в их дом ворвались военные и забрали бумаги.
Мать Ахмадова лично посещала тюрьмы и следственные изоляторы в Чечне и по всему Северному Кавказу, осмотрела десятки тел. Все эти поиски оказались безуспешными и не принесли никакой информации о местонахождении их сына и мужа.
13 марта 2001 года близ Ханкалы были обнаружены четыре тела, принадлежавшие задержанным в ходе зачистки в Аргуне. На телах были огнестрельные раны на спине и затылке. В декабре 2005 года по факту обнаружения тел было возбуждено уголовное дело.
23 марта 2001 года прокуратурой города Аргун по факту похищения нескольких лиц было возбуждено уголовное дело. 17 апреля того же года мать Ахмадова была признана потерпевшей. 28 мая того же года следователь сообщил Тамусе Ахмадовой, что следствием установлена причастность к похищению федеральных военнослужащих и дело передано в военную прокуратуру. 3 сентября дело было передано в прокуратуру Чечни.
Один из сотрудников охраны комендатуры через 8-9 месяцев после задержания Ахмадова сообщил его родным, что видел Шамиля Ахмадова в комендатуре через несколько дней после зачистки. Ахмадов, который был сильно избит, находился в комендатуре пару недель. Затем он был перевезён в другое место.
21 марта 2002 года следствие было приостановлено ввиду невозможности установить местонахождение похищенного. После обращений во властные структуры она получила известие о возобновлении следствия.
В марте 2002 года на окраине Аргуна было обнаружено захоронение. В нём находились три тела, из которых одно принадлежало задержанному вместе Ахмадовым. Общество «Мемориал» опубликовало по этому поводу материал «Аргун. „Исчезновения“ задержанных людей. „Исчезнувших“ находят в безымянных могилах».
12 марта 2002 года мать Ахмадова обратилась в районный суд с просьбой признать её сына пропавшим без вести, чтобы получать пособие на детей.
В апреле 2002 года на окраине Аргуна было найдено тело, от которого сохранились только часть одежды и скелет. Была сломана правая нога, не было верхней части черепа. На одежде в области груди были пулевые отверстия. Жена Ахмадова узнала одежду своего мужа. Согласно справке, выданной Аргунской прокуратурой, смерть произошла в марте 2001 года. Также указывалось, что смерть была насильственной, так как имелись переломы рёбер грудной клетки и пулевые отверстия в черепе. Останки были захоронены без оформления опознания и судебно-медицинской экспертизы.

## Расследование российской стороны
Согласно официальным данным, 23 мая 2002 года следствие по делу о похищении Ахмадова было возобновлено. 21 августа местный ЗАГС выдал свидетельство о смерти Ахмадова. 25 июля 2003 года было заявлено, что дело прекращено ввиду невозможности установления лиц, причастных к преступлению. Следствие указывало на сложности ведения расследования, связанные с тем, что родные не согласны на проведение эксгумации. 2 июня 2004 года ввиду отсутствия признаков причастности федеральных военнослужащих к этому преступлению дело было передано в прокуратуру Чечни. 18 июня того же года оно было передано обратно в военную прокуратуру.
Расследование преступления прекращалось не менее шести раз и пять раз оно передавалось из военной прокуратуры в гражданскую и обратно.

## Угрозы со стороны военных
Военные регулярно приезжали в дом заявительниц в масках и бронежилетах, ломали и уносили вещи, забрали документы по расследованию исчезновения их мужа и сына, сжигали мебель, обыскивали сад и дом, угрожали заявительницам и их детям. Летом 2001 года военные бросили на пол сына Ахмадова и сломали ему зуб, а также столкнули с лестницы дочь Ахмадова, отчего она сломала запястье.
Из-за угроз военных заявительницами пришлось уехать в Ингушетию, где они поселились в лагере для беженцев. В августе 2003 года жена Ахмадова поехала в Аргун проведать родных. Она сначала посетила бабушку мужа по отцовской линии, а затем поехала к бабушке мужа по материнской линии и остановилась у неё на ночь. На другой день, посетив бабушку по отцовской линии, она обнаружила, что в доме выбиты окна и двери. Ей рассказали, что к ним приехали около десятка военных, которые искали жену Ахмадова и спрашивали, почему она пишет запросы о ходе следствия. Позже ей стало известно, что федералы ещё раз ворвались в дом бабушки в поисках Ларисы Садулаевой.

## Расследование Европейского суда
В декабре 2003 года Европейским судом был направлен запрос официальным российским властям с просьбой предоставить копии материалов дела. В ответ было сказано, это не может быть сделано ввиду отсутствия процессуального решения по делу. Также указывалось, что направление копии дела в Европейский суд нарушит ст. 162 УПК РФ. В июне 2004 года российской стороне был направлен повторный запрос, на который также был получен отказ предоставить копии материалов.
13 октября 2005 года заявление было принято к рассмотрению. Российской стороне была направлена ещё одна просьба предоставить материалы дела, материалы проверки жалоб заявительниц о давлении на них и описание хода расследования с указанием ответственных органов. Было предоставлено девять документов, в основном процессуального характера о возбуждении и приостановлении уголовного дела и передачах его из одного ведомства в другое. В передаче других материалов было отказано на том основании, что они содержат государственную тайну. Также не были предоставлены материалы по проверке фактов давления военных на заявительниц.
Заявительницы обвиняли представителей государства в том, что ими был задержан их сын и муж. В обоснование своих обвинений они сослались на целый ряд фактов, из которых ни один не был оспорен федеральной стороной. В марте 2001 года в Аргуне проводилась зачистка. 12 марта военными был задержан Шамиль Ахмадов. Нет никаких оснований утверждать, что задержание производилось не представителями федеральных сил. Было задержано несколько человек, о факте ареста и содержания под стражей которых нет никаких записей. Имеются документы, выданные прокуратурой и ЗАГСом, в которых указано, что смерть Ахмадова наступила в марте 2001 года, а найден он был в апреле 2002 года. Также были найдены тела других людей, задержанных вместе в Ахмадовым, со следами насильственной смерти. На основании этих фактов суд сделал заключение, что причиной смерти стала внесудебная казнь, совершённая представителями государства. Таким образом, была нарушена ст. 2 Европейской конвенции (право на жизнь).
Также суд единогласно установил, что российской стороной были нарушены ст. 3 (запрещение пыток), 5 (Право на свободу и личную неприкосновенность), 13 (Право на эффективную правовую защиту) и 38 (воспрепятствование осуществлению права на подачу индивидуальной жалобы).
Суд обязал официальные российские власти уплатить заявительницам:
- 15 тысяч евро компенсации материального ущерба;
- по 20 тысяч евро компенсации морального ущерба каждой заявительнице;
- 7 285 евро возмещения судебных издержек;
- любые налоги, которыми могут облагаться эти суммы.